# 金世宗兴陵
兴陵，是中國金朝第五代皇帝金世宗完颜雍的陵墓。
大定二十九年（1189年）正月癸巳，金世宗在中都大兴府皇宫福安殿驾崩。同年四月乙酉，金章宗把祖父金世宗葬在兴陵，陵址在大房山（今北京市房山区）。明朝末年，因为后金反明，被明朝政府破坏。